# Häckberberis
Häckberberis (Berberis thunbergii) är en växtart i familjen berberisväxter. 